# Franziska Kantor
Franziska Kantor (geboren 17. Juli 1903 in Payerbach; unbekanntes Todesdatum) war eine österreichische Malerin und Bildhauerin.

## Leben und künstlerische Laufbahn
Franziska Kantor wurde am 17. Juli 1903 in Payerbach geboren. Ihre Mutter war Adele Kantor, geborene Wolf (gestorben 1923), und ihr Vater der Kaufmann Heinrich Kantor (geboren am 7. Juni 1876 in Wien; ermordet am 7. Juli 1942 im Ghetto Litzmannstadt).
Kantor studierte von 1920 bis 1922 an der Wiener Kunstgewerbeschule bei Franz Čižek. Danach, von 1923 bis 1924, studierte sie bei Adolf Boehm und Rosalia Rothansl in der Werkstätte für Textilarbeiten. Sie ist eine der wenigen Vertreterinnen des Wiener Kinetismus, ihre  wenigen erhaltenen Arbeiten zeigen eine Nähe zum Futurismus und Expressionismus. Am 22. Dezember 1927 heiratete sie im Wiener Stadttempel den Budapester Arzt Aladar Szanto (geboren am 12. September 1897, auch Szántó), über ihr weiteres Leben ist nichts bekannt.

## Ausstellungen (Auswahl)
- 1921: Ausstellung der Čižek-Klasse im Museum für Kunst und Industrie

## Werke (Auswahl)
- 1921: Sehnsucht nach Liebe[2]
- 1922: Versuch einer kinetistischen Plastik (Wiedergabe des rhythmischen Ablaufs einer Bewegung – Tänzerin), Gipsschnitt[3]